# 日の丸弁当

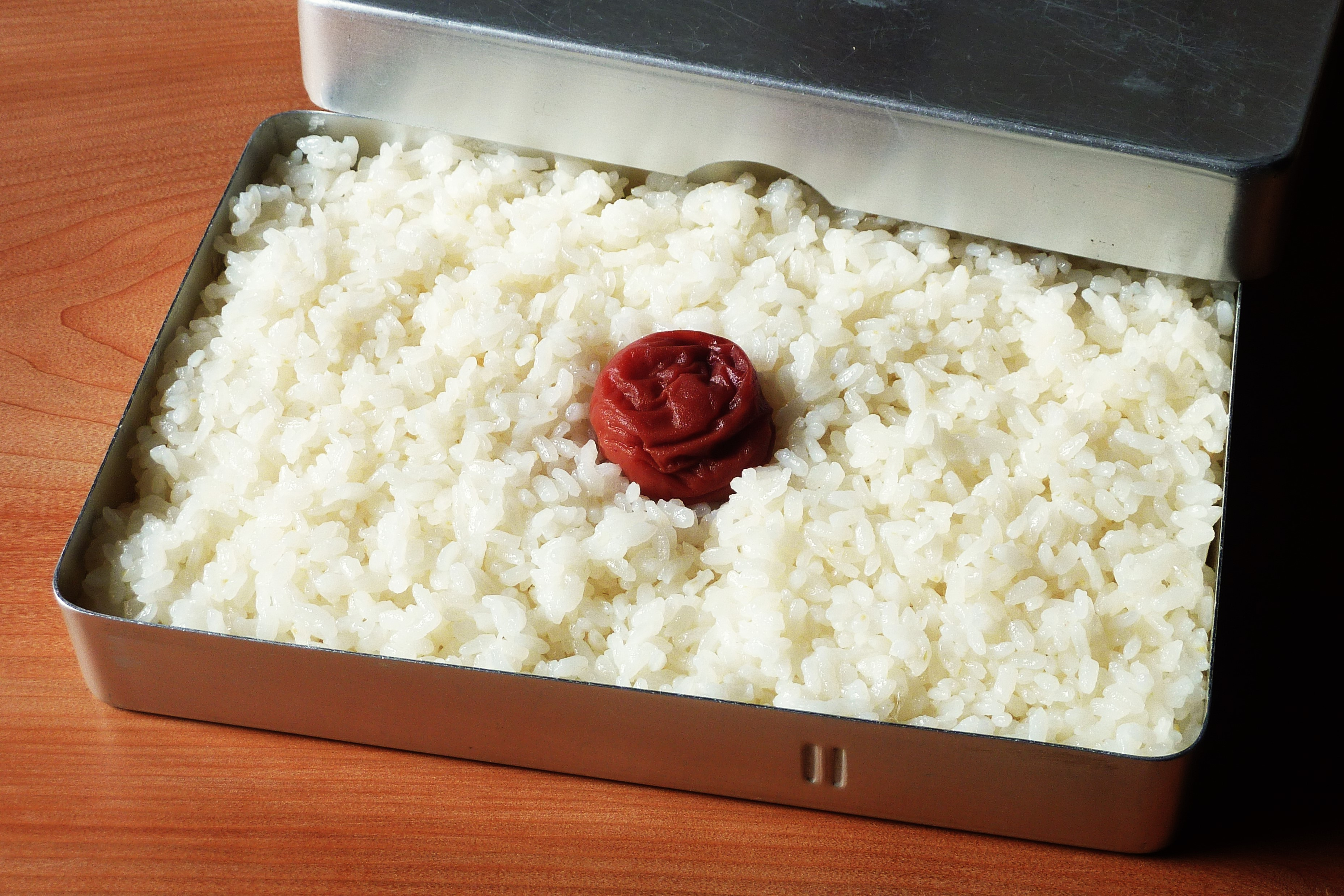
日の丸弁当

日本の国旗

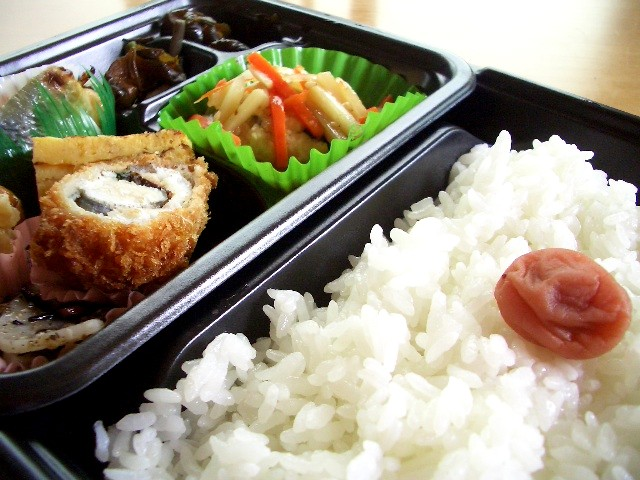
幕の内弁当。右側が日の丸弁当

日の丸弁当（ひのまるべんとう）は、日本の弁当の一つ。弁当箱に詰めた飯の中央に副食として梅干し1個だけを乗せたもので、日本の国旗（日の丸）のデザインに似ていることが名の由来である。特に戦時中、興亜奉公日（毎月1日）の食事に奨励されたことで知られており、戦時中の代表的な食べ物の一つとも考えられている。

## 栄養
栄養学の観点から見ると、米と梅干しだけという構成はタンパク質やビタミンを欠いており、一見するとカロリーも不足している。特に発育途中の青少年にとっては、十分な栄養を摂取できるとは到底言えないとの指摘もある。しかし、この米と梅干しは様々な面で有用であると考えられている。
まず酸性食品とアルカリ性食品の考えにおいては、米は酸性食品に分類されており、梅干しは体内に入るとアルカリ性に変わることから、米の酸と梅干しのアルカリにより、体内で酸とアルカリのバランスを保つことのできるとの意見がある。また、梅干しのアルカリが米の酸性を中和することで、米のカロリーのほとんどを吸収させる役割を果たすとして、食べてすぐにエネルギーに変わる、労働のための理想的な食事との評価もある。
また梅干しの酸味成分は、ウメの実に豊富に含まれているクエン酸によるものだが、食べ物のカロリーがエネルギーとして消費される際にクエン酸が必須であるとして、米が無駄なくエネルギーとして消費されるとの分析もある。
このほか、梅干しが強力な殺菌効果や解毒効果を持つことから、飯の腐敗や食中毒の防止にも繋がる合理的な食事だともいい、疲労回復の効果を持つことからも労働食にふさわしいともいわれる。こうした梅干しの効果から、海で漂流しても日の丸弁当の梅干しの種を捨てなければ飢えや渇きを凌げるとの意味で、「梅干しの種を捨てるな時化になる」ということわざもある。
もっとも殺菌・解毒効果については、普通の日の丸弁当では梅干しの周囲の飯にしかそうした効果が得られないことから、梅干しを細かくちぎって飯全体に混ぜ込むべきとも意見されている。

## 歴史

### 戦時中の奨励
戦時中の1939年（昭和14年）からは国民精神総動員の一環として、毎月1日が興亜奉公日に定められ、戦場の苦労を偲んで日の丸弁当だけで質素に暮すことが奨励された。陸軍省では毎月7日を「日の丸デー」と定め、7銭の日の丸弁当を売って恤兵の費用を捻出した。鉄道の駅弁もやがて、日の丸弁当のみに制限された。
この日の丸弁当奨励の背景には、当時は台湾や朝鮮から米が移入され、米が比較的安価で入手できたという事情もある。米穀配給制度の施行も同1939年であった。この時代はまだ食に不足しているというほどではなく、日の丸弁当も質素ながら、ある程度の人気があった。文化史学者の小木新造は、日本人は米を主食とし、以前から単食の傾向が強かったため、副食が梅干だけでもさほど辛い食生活と感じなかったと指摘している。また、和歌山県日高郡の旧南部川村（後のみなべ町）は梅干しの生産で知られているが、日の丸弁当の登場により梅干しの需要が伸び、さらに当時の日本軍の弁当に用いられて好評を得、南部梅の基礎となった。
日本植民地化の朝鮮においても、皇民化（現地人の日本人化）を目的とした政策の一つとして、1937年（昭和12年）8月に「愛国日」が設定されて、日の丸弁当の携帯が奨励された。1939年からは日本本土同様に、毎月1日が興亜奉公日としてより強化された。
特に日の丸弁当が奨励されたのは小学校・中学校である。学校に通う子供たちは昼食に日の丸弁当を持参したが、貧しい家の子供の弁当は飯に野菜屑などを混ぜて量を水増ししており、白い飯と良質の梅干しの弁当を持参できる豊かな家の子供は、羨望や憎しみの対象にもなった。興亜奉公日を忘れて弁当におかずを添える子や、興亜奉公日を知りながらも、親が育ち盛りの子供のために飯の中に密かにおかずを隠すことも多かった。弁当を食べ終えた後は、弁当箱の蓋を器代りにして茶を飲むことが定番であった。当時の子供時代を経験した者たちからは、銃後の守りとして粗食に耐えたり、戦場で戦う兵士たちに感謝して好き嫌いを我慢したとの意見もあれば、梅干し1個の弁当は味気なくて嫌だったとの意見もある。
当時の弁当箱はアルミニウム製のものが多かったため、梅干しのクエン酸で溶けて穴が開くことが多く、「アルミニウムは構造材に不向き」とのイメージが広がる一因にもなった。後にアルマイト処理が開発され、耐食性の強い弁当箱により穴を防ぐことが可能となった。しかし戦後間もない頃の産業復興当時は、粗悪なアルマイトが多く、やはり梅干しにより弁当箱に穴が開くことがまだ多かった。
日の丸弁当の外観は、前述のように日本国旗のイメージに重なるため、愛国弁当としても意味づけられた。副食が梅干し1個だけの弁当自体は戦時中より前から存在しており、戦時中には愛国心を煽るためにあえて「日の丸弁当」と呼ばれたともいう。国民決意の標語「欲しがりません、勝つまでは」とともに、「日の丸弁当」の名は戦時中の流行語にもなり、興亜奉公日の象徴とも見なされた。昭和初期の人気小説『怪人二十面相』でも、倹約の象徴として日の丸弁当の場面が盛り込まれるようになった。一方ではこうした運動を形式主義と批判し、「御役人衆はうんと旨い物を召し上がって能率を倍加して貰いたい。民衆は日の丸弁当よりも、てきぱきと公務を進捗して貰うことを要望するものである」との評論もあった。
1940年（昭和15年）から1944年（昭和19年）頃にかけては食糧事情の悪化に伴い、家庭で重湯やすいとんなどの代用食しか食べられないようになると、日の丸弁当すら贅沢と見なされ、日の丸弁当を学校へ持参した子供が罰を与えられることもあった。

### 戦後
戦後では、日の丸弁当は戦時中の代表的な食べ物の一つとも考えられており、戦後生まれの人々に戦中の苦難を教えるための題材としても用いられている。一例として、戦中体験者たちが若者たちを対象とした戦中体験の語りなどの催しで、当時の再現料理の一つとしてしばしば用いられている。
また平成以降においても、静岡県浜北市の北浜幼稚園、同県掛川市の桜木小学校、鹿児島県鹿児島市の鹿児島実業高等学校、同県南さつま市の希望が丘学園加世田女子高校（後の鳳凰高等学校）などで、戦前を偲ぶ、食べ物の大切さを教えるなどの目的で定期的に日の丸弁当を昼食としているケースもある。
このほか、1995年（平成7年）の阪神・淡路大震災発生から間もない頃、兵庫県西宮市で復興費用の捻出のため、市長をはじめ職員全員が朝夕2度の食事を日の丸弁当でしのいでいたという話もある。